# The Other Sister
The Other Sister es una película de 1999 protagonizada por Juliette Lewis, Giovanni Ribisi, Diane Keaton, y Tom Skerritt. Garry Marshall dirigió la película. Lewis estuvo nominada por un premio Razzie como "Peor Actriz de Reparto" por su actuación.
La película fue filmada en Long Beach, Pasadena, y San Francisco, California.

## Sinopsis
Carla es una mujer con un leve retraso mental, que nace en una familia de clase social alta y sus características como persona retrasada no fueron muy bien acogidas en su familia. La Madre Elizabeth Tate, es una mujer preocupada que teme por la seguridad de su hija, cree saber lo que le conviene a su hija, pero no es así, por lo que Carla no se rendirá ante nada, y seguirá insistiendo en sus pensamientos. La madre piensa que se burlarán de ella, lo que la hace ser sobreprotectora y eso ahoga a Carla Tate. Daniel es un chico independiente que, al igual que Carla, tiene un retraso mental leve, con dos trabajos y que vive solo en un departamento. Se enamora automáticamente de Carla en el momento en que la ve, y este contagia a Carla con su forma de vida independiente, Carla se hace muy rápido amiga de él y luego termina enamorándose también. Carla tiene dos hermanas: una es lesbiana y la otra es docente que en la película se casa, (por lo que la película también trata con el tema del lesbianismo). Al final triunfa el amor y la mamá de Carla comprende que ella debe ser libre pues es una mujer fuerte.

## Elenco
- Juliette Lewis como Carla Tate.
- Diane Keaton como Elizabeth Tate.
- Tom Skerritt como Dr. Radley Tate.
- Giovanni Ribisi como Daniel "Danny" McMann.
- Poppy Montgomery como Caroline Tate.
- Sarah Paulson como Heather Tate.
- Linda Thorson como Drew Evanson.
- Joe Flanigan como Jeff Reed.
- Juliet Mills como Winnie.
- Tracy Reiner como Michelle.
- Hector Elizondo como Ernie.

## Recepción
Recibió en su mayoría críticas negativas y tiene un 29% en Rotten Tomatoes.